# Ятрофобія
Ятрофобія (від дав.-гр. ἰατρός — лікар та φόβος φόβος — страх) — страх перед  лікарем (особи, яка пов'язана з медициною). Ятрофобія — це стійка, ненормальна і невиправдана відраза до лікарів або медичного персоналу в цілому, або просто до будь-кого, хто носить лікарняний халат або бейдж, наприклад, до стоматологів, фармацевтів, акушерів, медсестер тощо. 
Данна фобія відома з часів  країн близького сходу( Індія, Китай, Пакистан), коли навчились робити операції по ампутації та інших галузях, у процесі появи багатьох галузь медицини (стоматології, рентгенології, акушерства та подібних) з'являлася диференціація даної фобії, тому зараз Ятрофобія це боязнь особи, яка пов'язана з медициною.
Також ця фобія поділяється на локальні (дентофобія та інші).
Концепція дуже неоднорідна , і фобія набуває різних форм залежно від людини, яка нею страждає: страх може обмежуватися лише страхом звернення до лікаря або поширюватися на все, що стосується здоров’я. Наприклад, у найсерйозніших випадках пацієнт відмовляється від усього. що є пов'язаним зцією сферою: вналіз крові, моніторинг артеріального тиску, вживання наркотиків.
Часто супроводжується іншими фобіями, такими як белонефобія, страх медичних голок.

## Етимологія
Слово "Ятрофобія" походить від грецького ἰατρός, що означає "лікар" і латинського наукового суфікса -phobia, що походить від давньогрецького -φοβία "страх". Людину з такою фобією називають "ятрофобом" чи "ятрофобкою".

## Визначення
Ця фобія може викликати страх перед будь-ким, хто проводить операції, робить ін'єкції, ставить медичні діагнози, або перед будь-ким, хто працює в медичній сфері. Фобія може призвести до того, що людина не отримає необхідного медичного лікування. Іноді затримка зі зверненням за медичною допомогою може мати серйозні наслідки, що призводять до незворотних ушкоджень або навіть смерті. Ятрофобія може бути викликана фобією тіла.
Ятрофобія може бути викликана низкою причин. Найпоширенішими причинами є погана ситуація або травматична подія в дитинстві, пов'язана з лікарем або лікарським кабінетом; деякі люди залякані лікарями; в кабінеті лікаря пахне ліками, що лякає деяких людей; лікарі навчені не бути емоційно відкритими зі своїми пацієнтами; страх підхопити інші хвороби від лікаря або в кабінеті лікаря; страх перед певними процедурами (наприклад, операцією на серці); страх перед медичними тестами з можливими негативними результатами; страх перед болючими речами або процедурами, такими як голки.
Симптомами ятрофобії можуть бути задишка, надмірне потовиділення, нудота, сухість у роті, тремтіння, нездатність говорити або ясно мислити, страх смерті, втрата контролю, страх болю, відчуття відірваності від реальності або напад тривоги.